# Mk 24型魚雷
Mk 24型魚雷(Mark 24 mine)，或稱FIDO/Fido，是一款空射反潛魚雷，搭載被動聲波制導系統。它在第二次世界大戰時被美國、英國和加拿大軍隊所使用，它於1943年3月起投入使用，在美國海軍服役至1948年。生產了約4,000枚魚雷，戰爭期間部署了340枚。發射了204枚以打擊敵方潛艇目標，擊沉37艘，損壞18艘軸心國潛艇。「Mark 24 mine」這名稱(「mine」一詞在英文可解釋為地雷、水雷，魚雷的專有名詞為「torpedo」)，是出於安全目的才把武器名為這名，且夾帶掩人耳目的性質，以掩蓋武器的本質。

## 背景
早在第一次世界大戰時，魚雷設計者就已經研究魚雷「制導」其目標這概念。雖然這概念很有趣，但當時就聲音的產生和在海中傳播涉及的物理學理論並未成熟，以及研發、設計、生產魚雷的技術問題，是當時研發聲波制導魚雷的設計者需攻克的難關。二戰期間，德國潛艇裝備電力推動聲波制導魚雷，其研發工作更早在1933年便已開始。Falke T-4和Zaunkönig T-5魚雷在1943年投入使用，設計在預設的深度運行，攻擊水面船隻。相似的魚雷MK28於1944年進入美軍潛艇服役。
MK28能有效對付水面船隻，但對於潛艇，則相當有限，這是因為它不能追蹤和調節其深度和方向的變化。Mk 24型魚雷的設計除了解決早期追蹤和控制系統的缺點之外，其尺寸、重量和空中發射規格亦符合空投至水中的條件。

## 研發

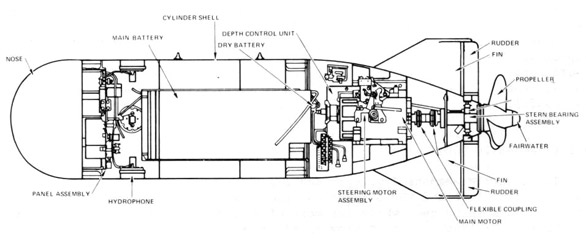
Mk 24型魚雷的設計圖

美國海軍在1941年末開始研究空射反潛魚雷。根據一組正式的需求，哈佛水下聲音實驗室與貝爾實驗室在1941年12月展開研發工作。這項目之後變成科學研究與開發辦公室第61號專案。
哈佛水下聲音實驗室與貝爾實驗室同時進行魚雷研發，並完整交換信息。西部電氣則研發輕量、耐衝擊、48伏鉛酸電池，能提供110安培，並維持15分鐘。通用電氣負責設計和研發推進系統，以及轉向電動機，並研究主動聲波制導系統。泰勒船模試驗槽協助有關於流體力學和推進系統的問題。
制導系統包含4個環繞魚雷腹部的水下聽音器，連接至以真空管為基礎的聲音處理陣列。貝爾實驗室的比例導航和哈佛水下聲音實驗室的非比例轉向系統，於1942年7月進行演示。
現有的Mk 13型魚雷外殼可以為Mk 24型魚雷提供基礎，Mk 24型魚雷的外殼被縮減了長度，減少了其直徑和重量，並新設計半球形的鼻錐部分以攜帶裝藥，且有4個於圓錐形尾部的穩定翼和方向舵，以及一個推進器。這些改動生產出相對較短，但較「肥」的魚雷。
1942年6月，儘管魚雷仍有主要測試工作未完成，包括空中投放測試，但美國海軍決定將魚雷帶入生產程序。貝爾實驗室版本的比例導航制導系統被選中生產。預先生產工程樣品的測試一直持續到1942年12月，美國海軍在1943年3月收到第一批生產模型。
最初訂購了10,000枚魚雷，但因其證明自身較先前的魚雷更有效率，訂單降至4,000枚。結算每枚造價$1,800。

## 運作
在進入水面後，在鐘擺靜水(Pendulum-and-hydrostat)控制系統的操作下Mk 24型魚雷會在預先設定的深度上進行環形搜索。這會一直持續至潛在目標的24 kHz聲波信號被水下聽音器偵測到超過預設界限，那時，魚雷便會切換至被動聲波比例制導系統。最初魚雷被設置在水下50呎(15 m)搜索目標，後來改為150呎(45 m)。為防止魚雷意外攻擊水面船艦，當它浮升至水下40呎(12 m)以上時會回到環形搜索。
魚雷的速度相對較低這事實一直被保密，因為雖然U艇下潛的速度不比魚雷快，但在水面時則相反。

## 戰鬥史
1943年5月14日，一輛美國海軍PBY卡特琳娜水上飛機攻擊並摧毀一艘U艇，可能是U-657或U-640。5月13日，英國皇家空軍海防司令部B-24轟炸機B/86，使用Mk 24型魚雷攻擊一艘U艇，為U-456，但僅受損，第二天因受到的損傷而沉沒。其中一個是第一艘因Mk 24型魚雷而沉沒的U艇。在服役期間，Mk 24型魚雷總共擊沉了37艘潛艇，效率約為18%，相較於飛機發射的深水炸彈的9.5% 高。:37
根據美國海軍行動評估團(Operations Evaluation Group)第289號文件，於1946年8月12日披露了與Mk 24型魚雷效率相關數據︰
| Mk 24型魚雷的發射攻擊次數                         | 264 |
| Mk 24型魚雷的發射總數(所有目標)                   | 340 |
| 對潛艇發射的Mk 24型魚雷的數量                     | 204 |
| 由美軍飛機發射Mk 24型魚雷攻擊潛艇的次數           | 142 |
| 由同盟軍飛機(主要是英軍)發射Mk 24型魚雷攻擊的次數 | 62  |
| 以Mk 24型魚雷擊沉的德國U艇數目                    | 31  |
| 以Mk 24型魚雷造成損傷的德國U艇數目                | 15  |
| 以Mk 24型魚雷擊沉的日本潛艇數目                   | 6   |
| 以Mk 24型魚雷造成損傷的日本潛艇數目               | 3   |
| 以Mk 24型魚雷擊沉的潛艇數目(德國和日本)           | 37  |
| 造成損傷的潛艇總數                                | 18  |

## 參數
- 直徑︰19寸(48 cm)
- 長度︰84寸(2.13 m)
- 重量︰680磅(308 kg)
- 彈頭︰92磅(41.7 kg) HBX高爆炸藥
- 推進器︰5匹(3.7 kw)電動機驅動一個螺旋槳，48伏鉛酸電池供電
- 速度與續航力︰12節(22 km/h)維持10分鐘，行走距離約為4,000碼(3,700 m)
- 制導系統︰4個運行在24 kHz的壓電水下聽音器，以及具有比例轉向的真空管信號處理系統
- 最大投放高度︰200-300呎(60-90 m)
- 最高空中發射速度︰120節(220 km/h)

## 變種型號
Mk 27型魚雷被研發作潛艇反水面船艦魚雷，自1944年夏天開始投入太平洋戰爭。海軍中尉Carter L. Bennett的海鴞號於11月取得了Mk 27型魚雷的第一次勝利，在黃海撃損一艘日本巡邏艦。

### 資料來源
- http://uboat.net/allies/technical/fido.htm （页面存档备份，存于）
- https://web.archive.org/web/20060224092332/http://www.navytorpedo.com/html/legacy/USNT4.htm
- Blair, Clay, Jr. Hitler's U-Boat War: The Hunters, 1939-1942. ISBN 0-679-64032-0
- Blair, Clay, Jr. Silent Victory. Bantam, 1976.
- Paul Kemp  : U-Boats Destroyed ( 1997) ISBN 1-85409-515-3
- Axel Niestle  : German U-Boat Losses during World War II  (1998) ISBN 1-85367-352-8